# Phố Hàng Thùng
Phố Hàng Thùng thuộc hai phường Lý Thái Tổ và Hàng Bạc, quận Hoàn Kiếm, Hà Nội. Phố Hàng Thùng dài 216m, rộng 8m. Từ đường Trần Quang Khải đến phố Hàng Bè nối với phố Cầu Gỗ, cắt ngang các phố Hàng Tre, Nguyễn Hữu Huân.
Đây nguyên là đất thôn Sơ Trang (nửa phía đông) và thôn Đông Yên (nửa phía tây) đều thuộc tổng Tả Túc, huyện Thọ Xương cũ. Tới giữa thế kỷ XIX, thôn Sơ Trang hợp nhất với thôn Tả Lâu thành thôn Trang Lâu. Đình và đền của thôn Tả Lâu nay ở bên phố Lò Sũ còn đình và đền thôn Sơ Trang thì ở số nhà 33 phố Hàng Thùng (nhưng mặt chính lại quay ra phố Nguyễn Hữu Huân là số nhà 77). Tuy vậy nay đều gọi tất cả là đình và đền Trang Lâu.
Thời Pháp thuộc, đây là hai phố: từ đường Trần Nhật Duật đến phố Nguyễn Hữu Huân gọi là phố Phúc Châu (rue Fou-tchéon) năm 1919 đổi ra là phố Rông-đô-ni (rue Rondony). Đoạn còn lại là phố Hàng Thùng (rue des Sceaux). Sau cách mạng, đã đổi phố Rông-đô-ni ra là phố Bình Chuẩn (một chức quan coi việc ngoại thương ngày trước). Năm 1945, gộp hai phố lại thành phố Hàng Thùng. Các lần đổi tên sau vẫn giữ nguyên tên này.
Còn đình thôn Đông Yên thì đối diện với đền Trang Lâu (qua phố Nguyễn Hữu Huân), tức là cũng ở vào góc của hai mặt phố: vì vậy vừa là số nhà 35 phố Hàng Thùng vừa là số nhà 94 Nguyễn Hữu Huân. Nơi đây thờ Uy Linh Lang, nhân vật truyền thuyết có công chống quân Nguyễn mà nơi thờ chính là đình An Thọ (xem mục Phó Đức Chính). Đình Đông Yên này mới dỡ khoảng năm 1970. Cho tới cuối thế kỷ XIX, phố Nguyễn Hữu Huân còn là bức tường phía đông của tòa thành đất bao bọc kinh thành Thăng Long và ở chỗ phố này cắt Hàng Thùng có một cửa ô. Đó là cửa ô Đông Yên (gọi theo tên thôn). Từ cửa ô này trở vào trước đây có nhiều nhà sản xuất và bày bán các thứ thùng ghép bằng tre nứa hoặc bằng gỗ gắn bằng sơn ta, dùng để gánh nước hoặc đựng nước mắm, do đó mà thành tên phố. Còn đoạn phía đông thì phần lớn là các "xiểng" gỗ, tức là những nơi bán gỗ phiến, gỗ cây.